# Silvia Grandjean
Silvia Odette Grandjean (Neuchâtel, 27 de agosto de 1934) é uma ex-patinadora artística suíça. Ela conquistou com Michel Grandjean uma medalha de prata em campeonatos mundiais, foi campeã europeia e foi tricampeã do campeonato nacional suíço.

## Principais resultados

### Com Michel Grandjean
| Jogos Olímpicos                                       |     | 4.ª             |                 |                  |  |  |  |  |  |  |  |  |  |  |  |
| Campeonato Mundial                                    | 7.ª | 6.ª             | 4.ª             | Medalha de prata |  |  |  |  |  |  |  |  |  |  |  |
| Campeonato Europeu                                    | 4.ª | 4.ª             |                 | Medalha de ouro  |  |  |  |  |  |  |  |  |  |  |  |
| Nacional                                              |     |                 |                 |                  |  |  |  |  |  |  |  |  |  |  |  |
| Campeonato Suíço                                      |     | Medalha de ouro | Medalha de ouro | Medalha de ouro  |  |  |  |  |  |  |  |  |  |  |  |
|                                                       |     |                 |                 |                  |  |  |  |  |  |  |  |  |  |  |  |
| Legenda: Competição não foi disputada nesta temporada |     |                 |                 |                  |  |  |  |  |  |  |  |  |  |  |  |